# Municipio de Hickory (condado de Forest)
El municipio de Hickory (en inglés: Hickory Township) es un municipio ubicado en el condado de Forest en el estado estadounidense de Pensilvania. En el año 2000 tenía una población de 525 habitantes y una densidad poblacional de 5.4 personas por km².

## Geografía
El municipio de Hickory se encuentra ubicado en las coordenadas 41°37′31″N 79°22′59″O / 41.62528, -79.38306.

## Demografía
Según la Oficina del Censo en 2000 los ingresos medios por hogar en la localidad eran de $28,750 y los ingresos medios por familia eran de $36,964. Los hombres tenían unos ingresos medios de $27,361 frente a los $17,500 para las mujeres. La renta per cápita de la localidad era de $15,856. Alrededor del 9,6% de la población estaba por debajo del umbral de pobreza.